# Achaius taprobanae
Achaius taprobanae là một loài tò vò trong họ Ichneumonidae.